# Samsung Galaxy Y Pro
Samsung Galaxy Y Pro (B5510) — смартфон начального уровня от компании Samsung на мобильной операционной системе Android семейства Samsung Galaxy, оснащённый qwerty-клавиатурой. Буква Y в названии происходит от слова Young. Samsung позиционирует смартфон для людей, которые хотят быть всегда на связи, любят писать сообщения и сочетают работу с личной жизнью. Смартфон имеет полноценную клавиатуру и сенсорный экран. Смартфон вышел на рынок во второй половине 2011 года.

## Описание
Samsung Galaxy Y Pro обладает обычным TFT экраном с диагональю 2,6 дюйма(6,6 сантиметра) и LQVGA разрешением 320 х 240. Процессор аналогичен таковому в Samsung Galaxy Y и работает на частоте 832 МГц. Оперативная память в смартфоне в размере 290 мб, а встроенная в размере 160 мб. Также присутствует слот для карт памяти microSD (поддерживаются карты памяти объёмом до 32 гигабайта). Камера на смартфоне одна тыльная с матрицей 3 мегапикселя и 2-кратным цифровым зумом. Смартфон обеспечивает поддержку беспроводной связи Bluetooth 3.0. Операционной системой является Android версии 2.3 с визуальным интерфейсом TouchWiz 3.0. Корпус пластиковый в форм-факторе моноблок.

## Технические характеристики
Общее:
- Тип устройства: смартфон/коммуникатор
- Операционная система: Android 2.3
- Поддерживаемые сети: GSM/GPRS/EDGE 850/900/1800/1900 МГц, UMTS/HSDPA 900/2100 МГц
- Форм-фактор: моноблок
- Размеры: 110,8 x 63,5×11,5 мм
- Вес: 108,6 г
- Питание: Li-Ion, 1200 мА·ч
- Разъемы: Micro USB, «Мини-джек» 3.5 мм
- Дата выпуска (анонс): 24.08.11

Экран:
- Тип экрана: цветной TFT
- Тип сенсора: Ёмкостный
- Диагональ экрана: 2.6" дюйма (6.6 сантиметра)
- Разрешение экрана: LQVGA (320 x 240)
- Количество оттенков: 262 тыс. цветов

Процессор и память:
- Частота процессора: 832 МГц
- Объём оперативной памяти: 290 мб
- Объём постоянной памяти: 160 мб
- Поддержка карт памяти: microSD (до 32 ГБ)

Связь:
- Интерфейсы: Wi-Fi (802.11b/g/n, Bluetooth 3.0, USB 2.0
- Спутниковая навигация: GPS

Камера:
- Разрешение матрицы: 3,2 млн пикс., (2048 x 1536)
- Запись видео: есть (320 х 240)
- Дополнительные возможности: Цифровой 2-кратный зум

Форматы:
- Аудио: MP3, AAC, AAC+, eAAC+, AMR-WB, AMR-NB
- Видео: 3GP, H.263, H.264, MPEG-4

## Версии

### Galaxy Y Pro Duos
Аналогичная обычному смартфону Galaxy Y Pro версия, с поддержкой двух SIM-карт, увеличенным на 150 мА·ч аккумулятором и встроенной памятью 512 мб. Модель была представлена 22 декабря 2011 года.